# خوسي لويس رودريغيز
خوسي لويس رودريغيز غونزاليس  (بالإسبانية: José Luis Rodríguez) الملقب بالبوما (أسد الجبال) (14 يناير 1943) هو مغني وممثل فنزويلي عُرِف بتسجيلاته لأفضل الأغاني العالمية ومشاركته في أغلب مسلسلات الدراما الشعبية التلفزيونية الناطقة باللغة الإسبانية، كما شارك كمدرب في النسخة الهولندية والأرجنتينية من برنامج ذا فويس، وكحكم في النسخة التشيلية من برنامج إكس فاكتور.

## نشأته وموهبته
ولد خوسي في كاراكاس عاصمة فنزويلا، والده هو خوسي أنتونيو رودريغيز من جزر الكناري التابعة لإسبانيا، فقده في سن السادسة فربته والدته برفقة إخوته ال11. ظهرت موهبته منذ صغره ولمع كمغني وممثل شاب.
اضطر خوسي وإخوته التنقل للعيش في الإكوادور لبضعة أعوام بسبب نشاط والدته المعادي لنظام الرئيس ماركوس بيريز خيمينيز.
خلال آواخر الستينات اكتسب خيسي قاعدة شعبية استطاع بعدها أن يسافر إلى بورتوريكو ليشارك في تيلينوفيلا بمشاركة أداماري لوبيز، حيث لعب دورا بلقب بوما وهو اللقب الذي لازمه طوال مسيرته الفنية.
توسعت شهرة خيسي بعد أن أصدر بضعة أغاني لاقت نجاحا كبيرا جعله يُستدعى للغناء في حفل ملكة جمال الكون سنة 1982 التي أقيمت في ليما عاصمة بيرو.
شارك بعدها في النسخة الإسبانية من فيلم الأنميشن عائلة ربسوس بدور ويلبور روبنسون الأب.
في يوليو 2012 شارك كمدرب في النسخة الأرجنتينية من ذا فيوس، ثم النسخة الهولندية في أغسطس 2013،

## حياته
تزوج خوسي من الممثلة والمغنية ليلى موريلو منذ 1966 إلى سنة 1986 حيث رزع منها بابنته الممثلة ليلبيث موريلو، ثم تزوج من عارضة الأزياء الكوبية كارولينا بيريز في 1997 ورزق منها بابنته المغنية جنيسيس رودريجيز.